# Ieva Narkutė
Ieva Narkutė–Šeduikienė alias Jieva (ur. 1987 w Kownie) – litewska piosenkarka.
Dorastała w Šiauliai razem ze swoimi rodzicami, którzy byli muzykami. Studiowała psychologię.

## Nagrody
- Nagroda Saulius Mykolaitis (2007)[3]
- Nagroda muzyczna T.Ė.T.Ė., najlepsza piosenkarka (2011)

## Dyskografia
- Vienas (2013)
- Švelnesnis žvėris (2014)
- Ieva Narkutė sutinka Lietuvos valstybinį simfoninį orkestrą (2016)
- Kai muzika baigias (2018)